# Alar Karis
Alar Karis (est [ˈɑlɑr ˈkɑris]; n. 26 martie 1958, Tartu, RSS Estonă, URSS) este un genetician molecular, biolog de dezvoltare, funcționar public și om politic care, din 11 octombrie 2021, este al șaselea președinte al Estoniei.